# DMRTB1
DMRTB1 (англ. DMRT like family B with proline rich C-terminal 1) – білок, який кодується однойменним геном, розташованим у людей на 1-й хромосомі. Довжина поліпептидного ланцюга білка становить 342 амінокислот, а молекулярна маса — 36 205.
| 10         |  | 20         |  | 30         |  | 40         |  | 50         |
| ---------- |  | ---------- |  | ---------- |  | ---------- |  | ---------- |
| MADKMVRTPK |  | CSRCRNHGFL |  | VPVKGHAGKC |  | RWKQCLCEKC |  | YLISERQKIM |
| AAQKVLKTQA |  | AEEEQEAALC |  | AQGPKQASGA |  | AAAAPAPVPV |  | PAASLRPLSP |
| GTPSGDADPG |  | PEGRAAACFF |  | EQPPRGRNPG |  | PRALQPVLGG |  | RSHVEPSERA |
| AVAMPSLAGP |  | PFGAEAAGSG |  | YPGPLDLRRP |  | MRTVPGPLFT |  | DFVRPLNINP |
| DRALGPEYPG |  | GSSMHPYCPF |  | PLGYLDAPPG |  | VPLQQGFRHV |  | SRSQYQGGGL |
| VSEPGGDFQP |  | SYYLPPPPPP |  | LPPLPPLPPQ |  | PQFLPPGYLS |  | ALHFLPPPPP |
| PPPPSSFSLT |  | VLFDTDKENT |  | DDQDAEVLSG |  | EPSQPSSQEQ |  | SD         |

A: Аланін

C: Цистеїн

D: Аспарагінова кислота

E: Глутамінова кислота

F: Фенілаланін

G: Гліцин

H: Гістидин

I: Ізолейцин

K: Лізин

L: Лейцин

M: Метіонін

N: Аспарагін

P: Пролін

Q: Глутамін

R: Аргінін

S: Серин

T: Треонін

V: Валін

W: Триптофан

Задіяний у таких біологічних процесах, як транскрипція, регуляція транскрипції. 
Білок має сайт для зв'язування з іонами металів, іоном цинку, ДНК. 
Локалізований у ядрі.